# Joachim Heinrich Wilhelm Wagener

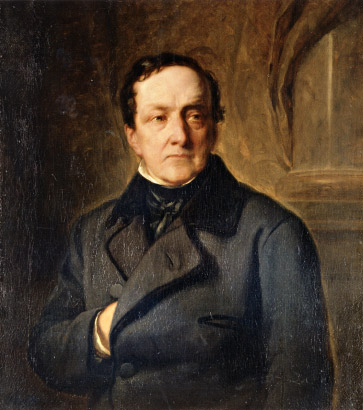
Julius Schrader: Joachim Heinrich Wilhelm Wagener (1856)

Joachim Heinrich Wilhelm Wagener (* 16. Juli 1782 in Berlin; † 18. Januar 1861 ebenda) war ein deutscher Bankier und Mäzen. Seine Gemäldesammlung bildet den Grundstock der Alten Nationalgalerie in Berlin.

## Leben und Wirken

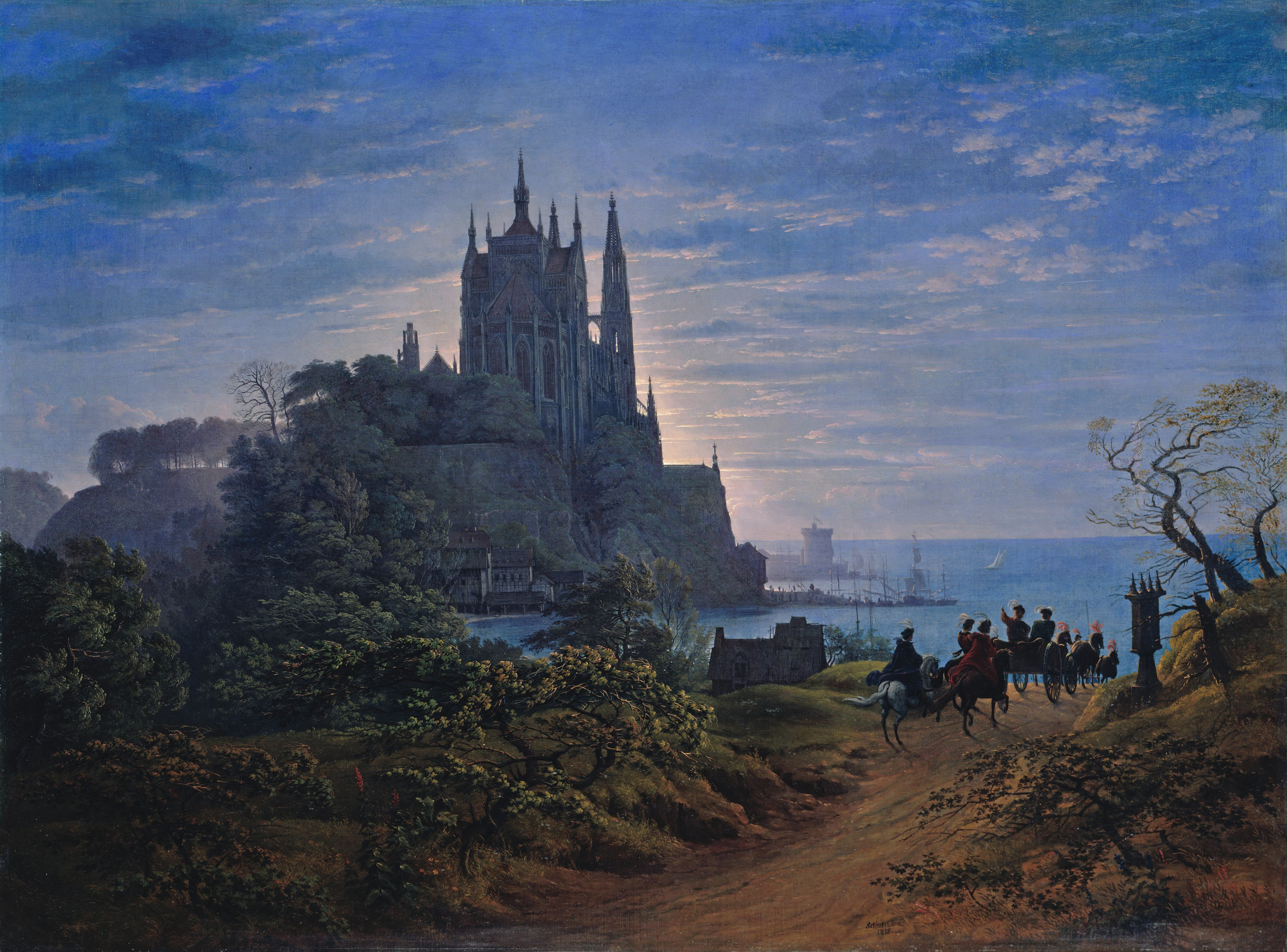
Wageners erstes Sammlungsstück: Schinkels Gotische Kirche auf einem Felsen am Meer

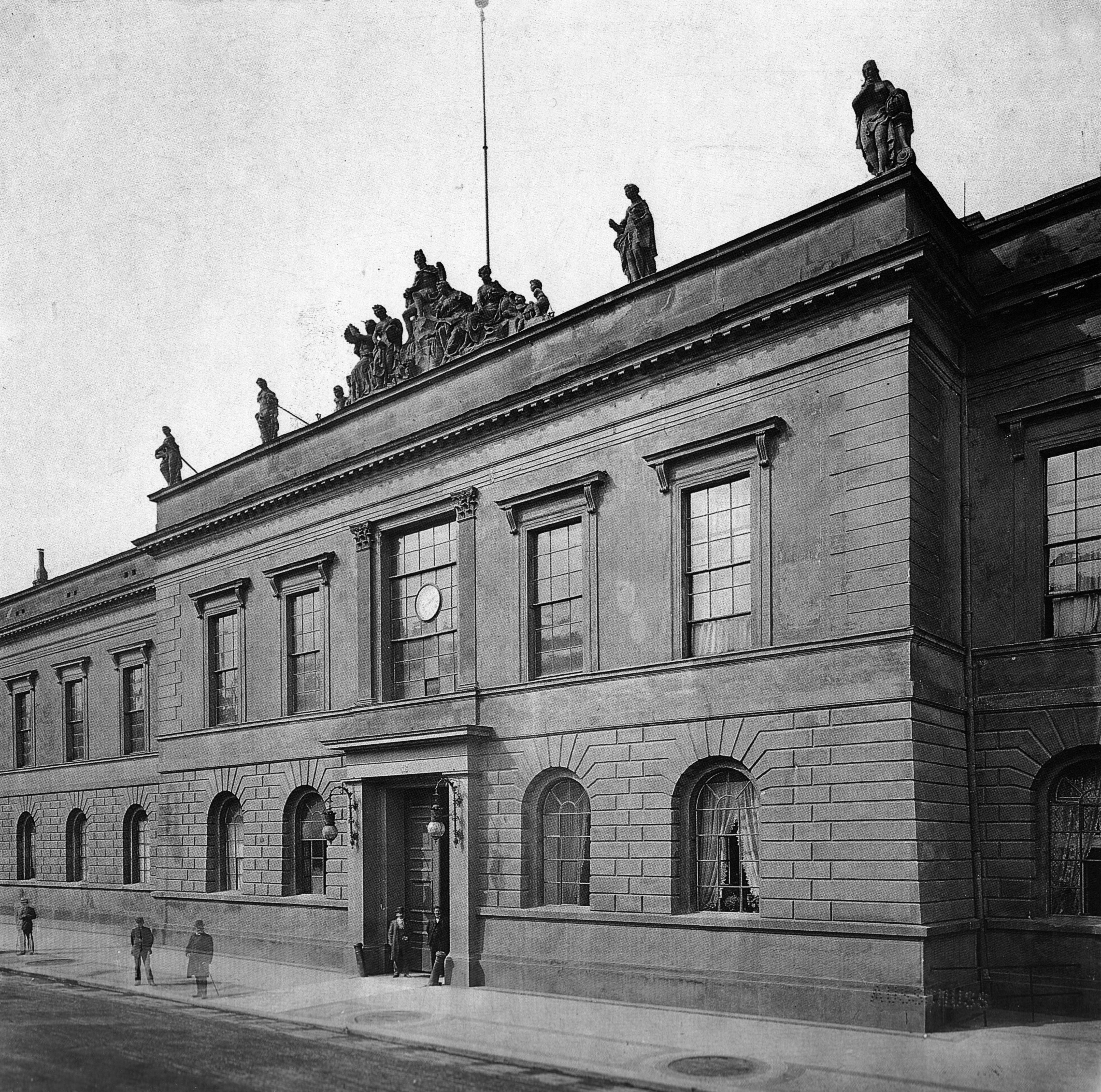
Alte Akademie der Künste, Ausstellungsort der Nationalgalerie von 1861 bis 1876

Wageners Vater Heinrich Wilhelm Wagener († 1820) hatte gemeinsam mit seinem Schwager Otto Heinrich Anhalt (1740–1820) 1775 das Handels- und Speditionshaus Anhalt & Wagener gegründet. Es hatte seinen Sitz in der zum Schlossplatz führenden Brüderstraße in Berlin-Mitte an der Petrikirche. 1814 wurde Joachim Heinrich Wilhelm Wagener Teilhaber und 1820 nach dem Tod der beiden Gründer Alleininhaber des Unternehmens, dessen Bankgeschäfte er ausweitete. 1820 wurde er Mitbegründer der Berliner Kaufmannschaft und war bis 1827 ihr Ältester. 1831 wurde Wagener zum schwedisch-norwegischen Konsul ernannt.
1815 hatte er sein erstes Gemälde, ein Werk von Karl Friedrich Schinkel erworben, das zwei Jahre zuvor entstandene Bild Gotische Kirche auf einem Felsen am Meer. Im Laufe der Jahre trug er eine umfangreiche Sammlung an Kunst seiner Gegenwart zusammen und förderte auch Künstler durch gezielte Aufträge. In seinem 1859 aufgesetzten Testament hinterließ er die gesamte Sammlung von inzwischen 262 Gemälden dem preußischen Staat:

„Seit einer Reihe von Jahren habe ich Gemälde lebender Künstler angekauft und auf diese Weise eine Gemälde-Sammlung erlangt, die für die Kunstgeschichte von Interesse sein wird, da sie den Fortschritt der neueren Kunst an einzelnen Bildern bedeutender Maler von Jahr zu Jahr anschaulich macht. Der gedruckte Katalog weist 256 Bilder nach, von denen jedoch Nr. 10 ausgeschieden, da ich das unter dieser Nummer aufgeführte Bild zurückgegeben habe. Dagegen hat sich die Sammlung seit dem Druck des Kataloges um fünf Bilder vermehrt, die in dem von mir geschriebenen Kataloge bereits nachgetragen sind, und wird vielleicht noch ferneren Zuwachs durch neue Ankäufe erhalten, wenn sich mir die Gelegenheit dazu darbietet. Es ist dies mein Wunsch, daß diese Gemäldesammlung in dem Umfange, wie sie bei meinem Ableben sich vorfinden wird, ungetrennt erhalten, und daß sie hier in Berlin in einem geeigneten Lokale aufgestellt und allen Künstlern und Kunstfreunden stets zugänglich gemacht werde, um sich an den einzelnen Gemälden zu erfreuen oder auch dieselben zu kopiren oder sonstige Studien zu machen. Im Vertrauen auf das Urtheil vieler Kenner über den nicht unbedeutenden Kunstwerth der Sammlung, die ich mit einem Kostenaufwande von weit über 100,000 Thlrn. zusammengebracht und mit stets wachsender Freude gepflegt habe, wage ich es, dieselbe Sr. Königlichen Hoheit dem Prinz-Regenten und, insofern bei meinem Ableben die Regentschaft beendet sein sollte, Sr. Majestät dem alsdann regierenden Könige als ein Legat anzubieten und um huldreiche Annahme desselben im Interesse der Kunst unterthänigst zu bitten. Es knüpft sich an diese meine Bitte keinerlei andere Bedingung oder Beschränkung, als die ich in meinem obigen Wunsche für die ungetrennte Erhaltung, Aufstellung und Benutzung der Sammlung bereits auszusprechen mir erlaubt habe. Insbesondere überlasse ich es ganz dem Allerhöchsten Ermessen, ob etwa die Sammlung noch in dem Eingangs gedachten Sinne verstärkt und fortgeführt werden soll, um so zu einer nationalen Galerie heranzuwachsen, welche die neuere Malerei auch in ihrer weiteren Entwicklung darstellt, und den Zweck, der mir bei Begründung der Sammlung vorgeschwebt hat, vollständiger erfüllt, als dies während der kurzen Lebensdauer eines Einzelnen möglich ist.“

Nach Wageners Tod nahm Wilhelm I. durch Erlass vom 27. Februar 1861 die Schenkung an. Er steuerte noch 20 Gemälde aus der Königlichen Sammlung bei. Am Geburtstag des Königs, dem 22. März 1861, wurde die Wagenersche und National-Galerie im damaligen Gebäude der Akademie der Künste Unter den Linden eröffnet. 1876, nach Fertigstellung des eigenen Gebäudes auf der Museumsinsel, zog die Sammlung dorthin. Gleichzeitig löste Max Jordan als Direktor der Nationalgalerie den Zusammenhang und die bis dahin bewahrte ursprüngliche Nummerierung der Wagenerschen Sammlung auf.
Neben der Gemäldesammlung hatte Wagener auch eine umfangreiche Autographen-Sammlung sowie ein Künstler-Archiv angelegt, in dem sich die Briefe der Künstler, mit denen er in Verbindung gestanden hatte, befanden. Die Autographen-Sammlung, deren Katalog 1289 Nummern umfasste, wurde im Februar 1878 versteigert. Die in 4 Bänden abgehefteten Briefe, die den Zeitraum von 1834 bis 1859 umfassen, kamen in das Archiv der Nationalgalerie.
Wagener wurde auf dem St. Petri-Friedhof zu Berlin bestattet. Sein Grab wurde jedoch zum Ende des 20. Jahrhunderts eingeebnet.

## Kataloge seiner Sammlung
- Gustav Friedrich Waagen: Verzeichniß der Gemälde-Sammlung des am 18. Januar zu Berlin verstorbenen königlichen schwedischen und norwegischen Konsuls J. H. W. Wagener, welche durch letztwillige Bestimmung in den Besitz S. M. des Königs übergegangen ist. Decker, Berlin 1861.
  - Ausgabe 1866, books.google.com
  - Ausgabe 1871 books.google.com
- Katalog der Sammlung von Autographen und Historischen Documenten des im J. 1861 verstorbenen J. H. W. Wagener Bankier und K. Schwed. u. Norweg. Konsul in Berlin. Versteigerung den 26. Februar im Kunst-Auctions-Hause. (R. Lepke) zu Berlin. Berlin 1877.